# Auto Zeitung
 (mars 2023).
Si vous disposez d'ouvrages ou d'articles de référence ou si vous connaissez des sites web de qualité traitant du thème abordé ici, merci de compléter l'article en donnant les références utiles à sa vérifiabilité et en les liant à la section « Notes et références ».
Auto Zeitung est un bimensuel allemand consacré à l'automobile. Il a son siège à Cologne et appartient à Bauer Media Group. 